# День одураченных
День одураченных (фр. Journée des dupes) — один из ноябрьских дней (9-е, 10-е или 11-е) 1630 года, который враждебные кардиналу Ришельё аристократы во главе с королевой-матерью Марией Медичи начали с празднования его долгожданного свержения, а закончили в темницах либо опале.

## История
Нанеся решительные удары по гугенотам во главе с Анри де Роганом и усадив на мантуанский престол своего ставленника Шарля де Невера, всемогущий кардинал Ришельё начал переговоры с германской Протестантской унией с целью совместного выступления против Габсбургов в Тридцатилетней войне.
Предстоящий союз с протестантами переполошил «партию святош» — придворных контрреформатов во главе с Марией Медичи, которая в Люксембургском дворце публично потребовала у Людовика XIII сделать выбор между нею и кардиналом. Королеву-мать поддержал младший сын и тогдашний наследник престола Гастон Орлеанский, рассчитывавший за счёт опалы Ришельё укрепить собственное положение.
Отставка первого министра считалась делом решённым, его враги праздновали победу в Люксембургском дворце, а сам Ришельё уже вознамерился отбыть в деревню. На его место прочили наперсника королевы Мишеля де Марийя́ка. Между тем король неожиданно призвал к себе кардинала и заверил его в незыблемости своей поддержки.
Марийяк был арестован и заключён в замок Шатодан, где вскоре умер; его брат маршал де Марийяк был казнён; принц Гастон отбыл ко двору Карла Лотарингского в Нанси, где продолжил плести интриги; а королева-мать была выслана в Компьенский дворец, откуда бежала в Испанские Нидерланды. Поэт Гийом Ботрю́, один из приближённых кардинала, воскликнул тогда: «Воистину, то был день дуралеев!»

## В искусстве
События «дня одураченных» нашли отражение в пьесе Бульвер-Литтона «Ришельё, или Заговор» и в романе Перуца «Парикмахер Тюрлюпэн». В кинематографе экранизировался в телесериале «Ришельё» (1977).